# Promi Big Brother/Staffel 9
Die neunte Staffel der deutschen Reality-Show Promi Big Brother wurde vom 6. bis zum 27. August 2021 auf dem Privatsender Sat.1 ausgestrahlt.
Melanie Müller wurde vom Publikum im Finale mit 52,21 % zur Gewinnerin der Staffel gekürt. Uwe Abel wurde Zweiter und Danny Liedtke erreichte den dritten Platz.

## Überblick
Die Staffel stand unter dem Motto Weltall. Die Wohnbereiche wurden aufgeteilt in den luxuriösen Bereich Big Planet und in den ärmlichen Bereich Raumstation ohne Tageslicht. Der im Rahmen einer Produktplatzierung vorhandene Penny-Markt diente erneut als Supermarkt, in dem die Bewohner des armen Bereichs mit einem Budget einkaufen können. Dieser wurde nun als Versorgungskapsel bezeichnet. In dieser Staffel entschieden die Kandidaten untereinander, wer einkaufen durfte. Jeder Bewohner konnte anfangs nur einmalig einkaufen gehen. Diese Regelung wurde im Verlauf der Staffel jedoch verworfen, nachdem alle Bewohner bereits mindestens einmal zum Einkauf ausgewählt wurden. Darüber hinaus wurde der seit der fünften Staffel im armen Bereich vorhandene Münzautomat Big Spender und dessen Einkaufsmünzen „Big Coins“ nicht mehr angeboten. Des Weiteren gab es in diesem Jahr ebenfalls keine Zuschauerbox für die Bewohner.
Das Sendeschema der Show hat sich im Vergleich zur achten Staffel erneut verändert. Eine Änderung war, dass nun 12 von 22 Folgen bereits um 20:15 Uhr statt um 22:15 Uhr ausgestrahlt wurden.
Zum ersten Mal in der Geschichte der Show gab es neben dem Format Promi Big Brother – Die Late Night Show keine weiteren Webangebote wie z. B. die Warm up Show mit Aaron Troschke oder Raffas Recap mit Raffaela „Raffa“ Zollo bei Facebook und Instagram.

## Teilnehmer
Die ersten acht Kandidaten wurden von Sat.1 am 3. August 2021 bestätigt. Diese zogen am 4. August in den Bereich Raumstation ein. Die vier weiteren Kandidaten Jörg Draeger, Daniela Büchner, Danny Liedtke und Marie Lang wurden am 5. August bekannt gegeben und zogen in der Einzugsshow am nächsten Tag live in den Bereich Raumstation ein.
Am 7. August verließ Daniel Kreibich als erster Bewohner die Show aus gesundheitlichen Gründen. Am 9. August zogen vier weitere Kandidaten ein.
Am 11. August zogen mit Pascal Kappés und Barbara Kijewski weitere zwei Bewohner ein.
| 01                 | Melanie Müller          | Partysängerin, Gewinnerin bei Ich bin ein Star – Holt mich hier raus! (2014), Teilnehmerin bei Der Bachelor (2013), Like Me – I’m Famous (2020) und Promis unter Palmen (2021)               | 04. August | 27. August | 24 (10▲; 14▼) |
| 02                 | Uwe Abel                | Teilnehmer bei Bauer sucht Frau (2011), Gewinner von Das Sommerhaus der Stars – Kampf der Promipaare (2018)                                                                                  | 04. August | 27. August | 24 (9▲; 15▼)  |
| 03                 | Danny Liedtke           | Schauspieler, u. a. bei Köln 50667 | 06. August | 27. August | 22 (10▲; 12▼) |
| 04                 | Papis Loveday           | Model, Modeunternehmer, Laufstegtrainer bei Germany’s Next Topmodel (2018) | 09. August | 27. August | 19 (9▲; 10▼)  |
| 05                 | Marie Lang              | Kickbox-Weltmeisterin, Model | 06. August | 26. August | 21 (5▲; 16▼)  |
| 06                 | Ina Aogo                | Ehefrau des ehemaligen Fußballspielers Dennis Aogo, Influencerin, Podcasterin | 04. August | 26. August | 23 (7▲; 16▼)  |
| 07                 | Daniela Büchner         | Reality-TV-Darstellerin bei Goodbye Deutschland! Die Auswanderer, Teilnehmerin bei Das Sommerhaus der Stars – Kampf der Promipaare (2018) und Ich bin ein Star – Holt mich hier raus! (2020) | 06. August | 25. August | 20 (7▲; 13▼)  |
| 08                 | Eric Sindermann         | Ex-Handballer und Modedesigner, Kandidat bei Ex on the Beach (2021) | 04. August | 25. August | 22 (4▲; 18▼)  |
| 09                 | Paco Steinbeck          | Antiquitätenhändler bei Die Superhändler – 4 Räume, 1 Deal | 09. August | 24. August | 16 (9▲; 7▼)   |
| 10                 | Jörg Draeger            | ehemaliger Nachrichtensprecher beim NDR, Moderator (Geh aufs Ganze!), Teilnehmer bei Let’s Dance (2017)                                                                                      | 06. August | 23. August | 18 (9▲; 9▼)   |
| 11                 | Gitta Saxx              | Playmate, DJ, Fotomodell, Teilnehmerin bei Ich bin ein Star – Holt mich hier raus! (2011) | 09. August | 20. August | 12 (5▲; 7▼)   |
| 12                 | Payton Ramolla          | Influencerin, Webvideoproduzentin auf YouTube | 09. August | 20. August | 12 (3▲; 9▼)   |
| 13                 | Barbara „Babs“ Kijewski | Profi-Anglerin, Moderatorin, Reisebloggerin | 11. August | 18. August | 8 (1▲; 7▼)    |
| 14                 | Pascal Kappés           | Model, Soap-Darsteller, früher u. a. Berlin – Tag & Nacht | 11. August | 16. August | 6 (3▲; 3▼)    |
| 15                 | Rafi Rachek             | Teilnehmer bei Die Bachelorette (2018) und Bachelor in Paradise (2019) | 04. August | 14. August | 11 (2▲; 9▼)   |
| 16                 | Mimi Gwozdz             | Gewinnerin bei Der Bachelor (2021) | 04. August | 13. August | 10 (1▲; 9▼)   |
| 17                 | Heike Maurer            | Fernsehmoderatorin | 04. August | 11. August | 8 (4▲; 4▼)    |
| 18                 | Daniel Kreibich         | Hellseher, AstroTV-Moderator | 04. August | 07. August | 4 (4▼)        |
| Anmerkungen: 1. 2. |                         | |            |            |               |

Besucher
| Besucher    | Besuchstag | Bemerkung |
| ----------- | ---------- | --- |
| Janine Pink | 22. August | In der siebzehnten Folge erhielt Paco Besuch von Janine Pink.                                                                                             |
| Mike Blümer | 23. August | In der achtzehnten Folge erhielt Melanie Besuch von ihrem Ehemann Mike.                                                                                   |
| Iris Abel   | 24. August | In der neunzehnten Folge erhielt Uwe Besuch von seiner Ehefrau Iris, die zuvor für die Raumstation einkaufte. Sie durften sich per Videochat unterhalten. |

## Bewohnerverteilung
Die Teilnehmer wurden erneut in zwei Bereiche verteilt. Die Verteilung der Bewohner wurde in unregelmäßigen Abständen aufgrund von Bewohner- und Zuschauervotings sowie Wettkämpfen geändert. Die Moderation veranschaulichte den Zuschauern die Bewohnerverteilung anhand eines Modellbaus der Bereiche, indem sie Wackelfiguren der Bewohner tagesaktuell positionierten.
| Datum                                                                                 | Bewohner „Big Planet“ | Bewohner „Raumstation“ | Bemerkungen |
| ------------------------------------------------------------------------------------- | --- | --- | --- |
| 4. August 2021                                                                        | Heike, Uwe, Mimi, Daniel, Ina, Rafi, Melanie und Eric zogen bereits am 4. August 2021 in den Bereich „Raumstation“ ein.                                                                                    | Heike, Uwe, Mimi, Daniel, Ina, Rafi, Melanie und Eric zogen bereits am 4. August 2021 in den Bereich „Raumstation“ ein.                                                                                    | |
| 4. August 2021                                                                        | – | Heike Uwe Mimi Daniel Ina Rafi Melanie Eric | |
| 6. August 2021                                                                        | Daniela, Danny, Marie und Jörg zogen während der Einzugsshow in den Bereich „Raumstation“ ein. | Daniela, Danny, Marie und Jörg zogen während der Einzugsshow in den Bereich „Raumstation“ ein. | |
| 6. August 2021                                                                        | Ina und Rafi wechselten am Ende der Einzugsshow von der „Raumstation“ in den Bereich „Big Planet“ | Ina und Rafi wechselten am Ende der Einzugsshow von der „Raumstation“ in den Bereich „Big Planet“ | Spielergebnis |
| 6. August 2021                                                                        | Heike und Mimi wechselten am Ende der Einzugsshow von der „Raumstation“ auf den „Big Planet“ | Heike und Mimi wechselten am Ende der Einzugsshow von der „Raumstation“ auf den „Big Planet“ | Entscheidung Bewohner „Big Planet“ |
| 6. August 2021                                                                        | Mimi wechselte am Ende der Einzugsshow vom „Big Planet“ auf die „Raumstation“ | Mimi wechselte am Ende der Einzugsshow vom „Big Planet“ auf die „Raumstation“ | Zuschauerabstimmung |
| 6. August 2021                                                                        | Ina▲ Rafi▲ Heike▲ | Uwe Daniel Melanie Eric Daniela Danny Marie Jörg Mimi▲▼ | |
| 7. August 2021                                                                        | Daniela wechselte am Ende der Show vom „Big Planet“ in den Bereich „Raumstation“ | Daniela wechselte am Ende der Show vom „Big Planet“ in den Bereich „Raumstation“ | Zuschauerabstimmung |
| 7. August 2021                                                                        | Marie, Daniela und Mimi wechselten am Ende der Show von der „Raumstation“ auf den „Big Planet“ | Marie, Daniela und Mimi wechselten am Ende der Show von der „Raumstation“ auf den „Big Planet“ | Spielergebnis |
| 7. August 2021                                                                        | Ina Rafi Heike Marie▲ Mimi▲ | Uwe Daniel Melanie Eric Danny Jörg Daniela▲▼ | Daniel verließ die Show aus gesundheitlichen Gründen freiwillig. |
| 8. August 2021                                                                        | Jörg, Melanie und Danny wechselten am Ende der Show von der „Raumstation“ auf den „Big Planet“ | Jörg, Melanie und Danny wechselten am Ende der Show von der „Raumstation“ auf den „Big Planet“ | Spielergebnis |
| 8. August 2021                                                                        | Rafi, Mimi und Melanie wechselten am Ende der Show vom „Big Planet“ auf die „Raumstation“ | Rafi, Mimi und Melanie wechselten am Ende der Show vom „Big Planet“ auf die „Raumstation“ | Zuschauerabstimmung |
| 8. August 2021                                                                        | Marie Ina Heike Jörg▲ Danny▲ | Daniela Uwe Eric Rafi▼ Mimi▼ Melanie▲▼ | |
| 9. August 2021                                                                        | Gitta, Papis, Payton und Paco zogen während der Show ein. | Gitta, Papis, Payton und Paco zogen während der Show ein. | |
| 9. August 2021                                                                        | Gitta und Papis zogen auf den „Big Planet“ | Gitta und Papis zogen auf den „Big Planet“ | Spielergebnis |
| 9. August 2021                                                                        | Payton und Paco zogen auf die „Raumstation“ | | Spielergebnis |
| 9. August 2021                                                                        | Ina und Danny wechselten am Ende der Show vom „Big Planet“ auf die „Raumstation“ | Ina und Danny wechselten am Ende der Show vom „Big Planet“ auf die „Raumstation“ | Entscheidung Gitta und Papis |
| 9. August 2021                                                                        | Papis wechselte am Ende der Show vom „Big Planet“ auf die „Raumstation“ | Papis wechselte am Ende der Show vom „Big Planet“ auf die „Raumstation“ | Zuschauerabstimmung |
| 9. August 2021                                                                        | Marie Heike Jörg Gitta | Daniela Uwe Eric Rafi Mimi Melanie Payton Paco Ina▼ Danny▼ Papis▼ | |
| 10. August 2021                                                                       | Heike, Jörg, Gitta und Marie zogen während der Show vom „Big Planet“ auf die „Raumstation“ | Heike, Jörg, Gitta und Marie zogen während der Show vom „Big Planet“ auf die „Raumstation“ | Spielergebnis |
| 10. August 2021                                                                       | Payton, Uwe, Eric und Daniela zogen von der „Raumstation“ auf den „Big Planet“ | | Spielergebnis |
| 10. August 2021                                                                       | Melanie und Danny wechselten am Ende der Show von der „Raumstation“ auf den „Big Planet“ | Melanie und Danny wechselten am Ende der Show von der „Raumstation“ auf den „Big Planet“ | Zuschauerabstimmung |
| 10. August 2021                                                                       | Payton▲ Uwe▲ Eric▲ Daniela▲ Melanie▲ Danny▲ | Rafi Mimi Paco Ina Papis Heike▼ Jörg▼ Gitta▼ Marie▼ | |
| 11. August 2021                                                                       | Babs und Pascal zogen während der Liveshow ein. | Babs und Pascal zogen während der Liveshow ein. | |
| 11. August 2021                                                                       | Babs zog am Ende der Show auf die „Raumstation“ | Babs zog am Ende der Show auf die „Raumstation“ | Spielergebnis |
| 11. August 2021                                                                       | Pascal zog am Ende der Show auf den „Big Planet“ | | Spielergebnis |
| 11. August 2021                                                                       | Payton Uwe Eric Daniela Melanie Danny Pascal | Rafi Mimi Paco Ina Papis Heike Jörg Gitta Marie Babs | Heike erhielt die wenigsten Zuschaueranrufe und musste somit die Show verlassen. |
| 12. August 2021                                                                       | Daniela wechselte am Ende der Show vom „Big Planet“ auf die „Raumstation“ | Daniela wechselte am Ende der Show vom „Big Planet“ auf die „Raumstation“ | Zuschauerabstimmung |
| 12. August 2021                                                                       | Payton Uwe Eric Melanie Danny Pascal | Rafi Mimi Paco Ina Papis Jörg Gitta Marie Babs Daniela▼ | |
| 13. August 2021                                                                       | Babs und Paco zogen von der „Raumstation“ auf den „Big Planet“ | Babs und Paco zogen von der „Raumstation“ auf den „Big Planet“ | Spielergebnis |
| 13. August 2021                                                                       | Pascal und Payton zogen vom „Big Planet“ auf die „Raumstation“ | | Spielergebnis |
| 13. August 2021                                                                       | Eric zog vom „Big Planet“ auf die „Raumstation“ | Eric zog vom „Big Planet“ auf die „Raumstation“ | Zuschauerabstimmung |
| 13. August 2021                                                                       | Uwe Melanie Danny Babs▲ Paco▲ | Rafi Mimi Ina Papis Jörg Gitta Marie Daniela Payton▼ Pascal▼ Eric▼ | Mimi verließ die Show aus persönlichen Gründen freiwillig. |
| 14. August 2021                                                                       | Die Bewohner des „Big Planet“ (Uwe, Melanie, Danny, Babs und Paco) zogen alle auf die „Raumstation“ | Die Bewohner des „Big Planet“ (Uwe, Melanie, Danny, Babs und Paco) zogen alle auf die „Raumstation“ | Entscheidung Big Brother |
| 14. August 2021                                                                       | Papis und Daniela zogen von der „Raumstation“ auf den „Big Planet“ | Papis und Daniela zogen von der „Raumstation“ auf den „Big Planet“ | Spielergebnis |
| 14. August 2021                                                                       | Gitta, Jörg und Paco zogen von der „Raumstation“ auf den „Big Planet“ | Gitta, Jörg und Paco zogen von der „Raumstation“ auf den „Big Planet“ | Entscheidung Papis |
| 14. August 2021                                                                       | Paco▼▲ Papis▲ Daniela▲ Gitta▲ Jörg▲ | Ina Marie Payton Pascal Eric Melanie▼ Uwe▼ Danny▼ Babs▼ Rafi | Rafi erhielt die wenigsten Zuschaueranrufe und musste somit die Show verlassen. |
| 15. August 2021                                                                       | Daniela wechselte am Ende der Show vom „Big Planet“ auf die „Raumstation“ | Daniela wechselte am Ende der Show vom „Big Planet“ auf die „Raumstation“ | Zuschauerabstimmung |
| 15. August 2021                                                                       | Paco Papis Gitta Jörg | Ina Marie Payton Pascal Eric Melanie Uwe Danny Babs Daniela▼ | |
| 16. August 2021                                                                       | Paco Papis Gitta Jörg | Ina Marie Payton Eric Melanie Uwe Danny Babs Daniela Pascal | Pascal erhielt die wenigsten Zuschaueranrufe und musste somit die Show verlassen. |
| 17. August 2021                                                                       | Gitta, Jörg, Paco und Papis wechselten nach dem Duell vom „Big Planet“ auf die „Raumstation“ | Gitta, Jörg, Paco und Papis wechselten nach dem Duell vom „Big Planet“ auf die „Raumstation“ | Spielergebnis |
| 17. August 2021                                                                       | Melanie, Ina, Babs und Eric wechselten nach dem Duell von der „Raumstation“ auf den „Big Planet“ | | Spielergebnis |
| 17. August 2021                                                                       | Marie wechselte während der Show von der „Raumstation“ auf den „Big Planet“ | Marie wechselte während der Show von der „Raumstation“ auf den „Big Planet“ | Entscheidung Bewohner „Big Planet“ |
| 17. August 2021                                                                       | Babs wechselte am Ende der Show vom „Big Planet“ auf die „Raumstation“ | Babs wechselte am Ende der Show vom „Big Planet“ auf die „Raumstation“ | Zuschauerabstimmung |
| 17. August 2021                                                                       | Ina▲ Marie▲ Eric▲ Melanie▲ | Payton Uwe Danny Daniela Babs▲▼ Paco▼ Papis▼ Gitta▼ Jörg▼ | |
| 18. August 2021                                                                       | Gitta, Jörg, Paco und Papis durften zu Beginn der Show von der „Raumstation“ in den Bereich „Big Planet“ wechseln, da aufgrund einer Falschmessung in der Show vom 17.08.2021 zu Unrecht gewechselt wurde. | Gitta, Jörg, Paco und Papis durften zu Beginn der Show von der „Raumstation“ in den Bereich „Big Planet“ wechseln, da aufgrund einer Falschmessung in der Show vom 17.08.2021 zu Unrecht gewechselt wurde. | Entscheidung Big Brother |
| 18. August 2021                                                                       | Melanie, Ina, Marie und Eric mussten zu Beginn der Show vom „Big Planet“ auf die „Raumstation“ ziehen, da aufgrund einer Falschmessung in der Show vom 17.08.2021 zu Unrecht gewechselt wurde.             | | Entscheidung Big Brother |
| 18. August 2021                                                                       | Paco▲ Papis▲ Gitta▲ Jörg▲ | Payton Pascal Uwe Danny Daniela Melanie▼ Ina▼ Marie▼ Eric▼ Babs | Babs erhielt die wenigsten Zuschaueranrufe und musste somit die Show verlassen. |
| 19. August 2021                                                                       | Melanie, Danny und Daniela wechselten am Ende der Show von der „Raumstation“ auf den „Big Planet“ | Melanie, Danny und Daniela wechselten am Ende der Show von der „Raumstation“ auf den „Big Planet“ | Entscheidung Paco |
| 19. August 2021                                                                       | Daniela, Gitta und Papis wechselten am Ende der Show vom „Big Planet“ auf die „Raumstation“ | Daniela, Gitta und Papis wechselten am Ende der Show vom „Big Planet“ auf die „Raumstation“ | Zuschauerabstimmung |
| 19. August 2021                                                                       | Paco Jörg Melanie▲ Danny▲ | Uwe Eric Ina Marie Payton Daniela▲▼ Gitta▼ Papis▼ | |
| 20. August 2021                                                                       | Paco Jörg Melanie Danny | Ina Marie Eric Papis Uwe Daniela Payton Gitta | Payton und Gitta erhielten die wenigsten Zuschaueranrufe und mussten somit die Show verlassen. |
| 21. August 2021                                                                       | Paco zog freiwillig vom „Big Planet“ auf die „Raumstation“ | Paco zog freiwillig vom „Big Planet“ auf die „Raumstation“ | Entscheidung Bewohner „Big Planet“ |
| 21. August 2021                                                                       | Marie und Eric zogen von der „Raumstation“ auf den „Big Planet“ | Marie und Eric zogen von der „Raumstation“ auf den „Big Planet“ | Entscheidung Paco |
| 21. August 2021                                                                       | Eric wechselte am Ende der Show vom „Big Planet“ auf die „Raumstation“ | Eric wechselte am Ende der Show vom „Big Planet“ auf die „Raumstation“ | Zuschauerabstimmung |
| 21. August 2021                                                                       | Jörg Melanie Danny Marie▲ | Ina Papis Uwe Daniela Eric▲▼ Paco▼ | |
| 22. August 2021                                                                       | Melanie, Danny, Marie und Jörg wechselten nach dem Duell vom „Big Planet“ auf die „Raumstation“ | Melanie, Danny, Marie und Jörg wechselten nach dem Duell vom „Big Planet“ auf die „Raumstation“ | Spielergebnis |
| 22. August 2021                                                                       | Daniela, Uwe, Paco und Papis zogen von der „Raumstation“ auf den „Big Planet“ | | Spielergebnis |
| 22. August 2021                                                                       | Ina wechselte am Ende der Show von der „Raumstation“ auf den „Big Planet“ | Ina wechselte am Ende der Show von der „Raumstation“ auf den „Big Planet“ | Zuschauerabstimmung |
| 22. August 2021                                                                       | Daniela▲ Uwe▲ Paco▲ Papis▲ Ina▲ | Eric Melanie▼ Danny▼ Marie▼ Jörg▼ | |
| 23. August 2021                                                                       | Daniela Uwe Paco Papis Ina | Eric Melanie Danny Marie Jörg | Jörg erhielt die wenigsten Zuschaueranrufe und musste somit die Show verlassen. |
| 24. August 2021                                                                       | Daniela Uwe Papis Ina Paco | Eric Melanie Danny Marie | Paco erhielt die wenigsten Zuschaueranrufe und musste somit die Show verlassen. |
| 25. August 2021                                                                       | Uwe, Papis, Ina und Daniela wechselten nach dem zweiten Duell vom „Big Planet“ auf die „Raumstation“ | Uwe, Papis, Ina und Daniela wechselten nach dem zweiten Duell vom „Big Planet“ auf die „Raumstation“ | Entscheidung Big Brother |
| 25. August 2021                                                                       | − | Melanie Danny Marie Uwe▼ Papis▼ Ina▼ Eric Daniela▼ | Eric und Daniela erhielten die wenigsten Zuschaueranrufe und mussten somit die Show verlassen. |
| 26. August 2021                                                                       | Melanie, Danny, Papis und Uwe wechselten am Ende der Show von der „Raumstation“ auf den „Big Planet“ | Melanie, Danny, Papis und Uwe wechselten am Ende der Show von der „Raumstation“ auf den „Big Planet“ | Entscheidung Big Brother |
| 26. August 2021                                                                       | Melanie▲ Danny▲ Uwe▲ Papis▲ | Ina Marie | Ina und Marie erhielten die wenigsten Zuschaueranrufe und mussten somit die Show verlassen. |
| 27. August 2021                                                                       | Melanie Danny Uwe Papis | | Papis musste den Big Planet während des Finales als Erster verlassen. Ihm folgte Danny. Uwe bekam weniger Anrufe als Melanie, die damit als Letzte auf dem Big Planet blieb und die neunte Staffel gewann. |
| Legende: ▲ Wechsel in den Bereich „Big Planet“ ▼ Wechsel in den Bereich „Raumstation“ | | | |

## Wettkämpfe

### Duelle
Bei den „Duellen“ traten ausgewählte Kandidaten gegeneinander an. Deren Ergebnis hatte Auswirkungen auf den Wohnbereich der einzelnen Bewohner; der Gewinner durfte auf den Big Planet ziehen bzw. dort bleiben.
| Datum                                                                                 | Kandidaten                                     | Kandidaten                                     | Spiel                                          | Gewinner                    | Konsequenz |
| ------------------------------------------------------------------------------------- | ---------------------------------------------- | ---------------------------------------------- | ---------------------------------------------- | --------------------------- | --- |
| 6. August 2021                                                                        | Eric Melanie                                   | Ina Rafi                                       | Aerotrim-Lotze                                 | Ina Rafi                    | Ina und Rafi ziehen auf den Big Planet. Eric und Melanie bleiben auf der Raumstation. |
| 7. August 2021                                                                        | Daniela Danny Eric Jörg Marie Melanie Mimi Uwe | Daniela Danny Eric Jörg Marie Melanie Mimi Uwe | Auf dem Netz verteilen                         | Marie                       | Marie zieht auf den Big Planet und nimmt Daniela und Mimi mit. Die anderen bleiben auf der Raumstation. |
| 8. August 2021                                                                        | Daniela Eric Uwe                               | Danny Jörg Melanie                             | Meister-Yoda-Quiz                              | Danny Jörg Melanie          | Danny, Jörg und Melanie ziehen auf den Big Planet. Daniela, Eric & Uwe bleiben auf der Raumstation. |
| 9. August 2021                                                                        | Gitta Papis                                    | Paco Payton                                    | Hoch hinaus                                    | Gitta Papis                 | Gitta und Papis ziehen auf den Big Planet. Paco und Payton ziehen auf die Raumstation. |
| 10. August 2021                                                                       | Gitta Heike Jörg Marie                         | Daniela Eric Payton Uwe                        | Nasenshuttle                                   | Daniela Eric Payton Uwe     | Daniela, Eric, Payton und Uwe ziehen auf den Big Planet. Gitta, Heike, Jörg und Marie wechseln vom Big Planet auf die Raumstation. |
| 11. August 2021                                                                       | Babs                                           | Pascal                                         | Tic Tac Toe                                    | Pascal                      | Pascal zieht auf den Big Planet. Babs zieht auf die Raumstation. |
| 11. August 2021                                                                       | Danny Eric Melanie Payton                      | Ina Marie Mimi Rafi                            | Der hellste Stern                              | Danny Eric Melanie Payton   | Eric bleibt auf dem Big Planet. Paco bleibt auf der Raumstation. |
| 12. August 2021                                                                       | Danny Melanie                                  | Marie Papis                                    | Space-Balls                                    | Danny Melanie               | Danny und Melanie bleiben auf dem Big Planet. Marie und Papis bleiben auf der Raumstation. |
| 13. August 2021                                                                       | Pascal Payton                                  | Paco Babs                                      | Planeten-Poker                                 | Paco Babs                   | Paco und Babs ziehen auf den Big Planet. Pascal und Payton wechseln vom Big Planet auf die Raumstation. |
| 14. August 2021                                                                       | Gitta Ina Marie Papis Rafi                     | Gitta Ina Marie Papis Rafi                     | Planet „Glitsch“                               | Papis                       | Papis und Daniela ziehen auf den Big Planet. Papis nimmt Paco, Jörg und Gitta mit. Die anderen bleiben auf der Raumstation. |
| 14. August 2021                                                                       | Daniela Gitta Ina Melanie Paco Rafi            | Daniela Gitta Ina Melanie Paco Rafi            | Raketenbau                                     | Melanie                     | Melanie ist nicht mehr nominiert. |
| 15. August 2021                                                                       | Daniela Gitta Jörg Paco Papis                  | Danny Eric Marie Payton Uwe                    | Raketenwürmer                                  | Danny Eric Marie Payton Uwe | Danny, Eric, Marie, Payton und Uwe erhalten für die nächste Nominierung Nominierungsschutz. |
| 16. August 2021                                                                       | Paco Papis                                     | Babs Pascal                                    | Sternengreifer                                 | Paco Papis                  | Paco und Papis dürfen weiter um Nominierungsschutz spielen. |
| 16. August 2021                                                                       | Paco                                           | Papis                                          | Let The Music Play – Promi Big Brother Edition | Papis                       | Papis erhält Nominierungsschutz. |
| 17. August 2021                                                                       | Babs Payton Marie Danny Daniela                | Babs Payton Marie Danny Daniela                | Würfelspiel                                    | Babs                        | Babs nimmt für das Duell der vier Stationsbewohner mit den meisten Tagen in der Raumstation den Platz von Uwe ein, nachdem sie ihn als denjenigen von den Vieren auswählte, der nicht auf den Planeten ziehen soll. |
| 17. August 2021                                                                       | Paco Papis Jörg Gitta                          | Babs Eric Ina Melanie                          | Zielwasser                                     | Babs Eric Ina Melanie       | Babs, Eric, Ina und Melanie ziehen auf den Big Planet und nehmen Marie mit. Paco, Papis, Jörg und Gitta wechseln vom Big Planet auf die Raumstation. Diese Entscheidungen wurden allerdings zu Beginn der folgenden Ausgabe revidiert, nachdem man eine Falschmessung beim Spiel „Zielwasser“ festgestellt hatte.                                                                                              |
| 18. August 2021                                                                       | Daniela Danny Uwe Payton                       | Daniela Danny Uwe Payton                       | Schleim, Schlotze, Schlamm                     | Daniela Danny Uwe Payton    | Da die Bewohner der „Raumstation“ das Duell erfolgreich beendeten, bekamen sie jeweils einen Umschlag mit einer roten (nominiert) bzw. grünen Karte (geschützt), die sie behalten oder weitergeben konnten. Danny (rot) und Payton (grün) behielten ihre, Uwe (rot) gab seine an Ina weiter, die somit nominiert war. Daniela (grün) gab ihre an Paco weiter, der dadurch vor der Nominierung geschützt wurde. |
| 19. August 2021                                                                       | Daniela                                        | Melanie                                        | 3 Muttern von 3 Schrauben abdrehen             | Melanie                     | Melanies Team tritt gegen das Team des Big Planet an. |
| 19. August 2021                                                                       | Paco Papis Jörg Gitta                          | Melanie Marie Ina Uwe                          | Körper und Geist                               | Paco Papis Jörg Gitta       | Es gibt keinen Bereichswechsel. |
| 20. August 2021                                                                       | Melanie Danny Paco Jörg                        | Eric Ina Payton Papis                          | Galaxy Platsch                                 | Eric Ina Payton Papis       | Eric erhält durch die Gewinner für das erste Duell Nominierungsschutz. |
| 20. August 2021                                                                       | Melanie Danny Paco Jörg                        | Gitta Uwe Marie Daniela                        | Tischtennisbälle fischen                       | Melanie Danny Paco Jörg     | Daniela erhält von den Verlierern die Nominierung. |
| 21. August 2021                                                                       | Daniela Eric                                   | Marie Ina                                      | Alieneimer                                     | Marie Ina                   | Videogrüße von Zuhause. |
| 22. August 2021                                                                       | Melanie Danny Marie Jörg                       | Daniela Uwe Paco Papis                         | Fragen Ruck-Zuck                               | Daniela Uwe Paco Papis      | Daniela, Uwe, Paco und Papis ziehen auf den Big Planet. Melanie, Danny, Marie und Jörg wechseln vom Big Planet auf die Raumstation. |
| 23. August 2021                                                                       | Daniela Uwe Ina Papis                          | Melanie Danny Marie Eric                       | Eierschaukeln                                  | Daniela Uwe Ina Papis       | Grußbotschaften von Familie und Freunden. |
| 24. August 2021                                                                       | Ina Papis                                      | Melanie Eric                                   | Kraft und Ausdauer                             | Ina Papis                   | Gewinnerteam darf nominieren und ist gleichzeitig geschützt. |
| 25. August 2021                                                                       | Daniela Papis Uwe                              | Melanie Marie Danny                            | Herr, lass Hirn von Himmel regnen!             | Melanie Marie Danny         | Die Chance auf das „Goldene Finalticket“ |
| 25. August 2021                                                                       | Melanie Marie Danny                            | Melanie Marie Danny                            | Pokerface                                      | Danny                       | Gewinnt das „Goldene Finalticket“ und hat somit Nominierungsschutz. |
| 26. August 2021                                                                       | Melanie Marie Danny Papis Uwe                  | Melanie Marie Danny Papis Uwe                  | Mission Mundlandung                            | Melanie                     | Melanie bekam für die zweite Nominierung zwei Stimmen. |
| 27. August 2021                                                                       | Melanie Danny Uwe                              | Melanie Danny Uwe                              | Ab in die Höhe                                 | Melanie                     | Melanie erspielte sich 1 Minute Redezeit, Uwe und Danny erspielten jeweils 30 Sekunden Redezeit. |
| Farblegende:Bewohner des „Big Planet“Bewohner der „Raumstation“ Anmerkungen: 1. 2. 3. |                                                |                                                |                                                |                             | |

### Matches
Die Teilnehmer aus dem armen Bereich „Raumstation“ traten in der „Arena“ an, um einzeln oder zu mehreren miteinander zusätzliches Guthaben für den Supermarkt-Einkauf zu erspielen. Die Kandidaten für einen solchen in der Show als „Match“ bezeichneten Wettkampf wurden entweder durch die Raumstation-Bewohner selbst oder durch die Regie bestimmt.
| Datum           | Kandidat(en)                  | Spiel                  | Maximaler Gewinn | Erspielter Gewinn |
| --------------- | ----------------------------- | ---------------------- | ---------------- | ----------------- |
| 9. August 2021  | Melanie Rafi                  | Planeten in den Krater | 8 €              | 6 €               |
| 23. August 2021 | Melanie Eric Danny Marie Jörg | Quiz mit Mike Singer   | 5 €              | 4 €               |

### Einkäufe
| Datum                    | Kandidat                                  | Zeit                 | Budget       | Ausgegeben   | Rest         |
| ------------------------ | ----------------------------------------- | -------------------- | ------------ | ------------ | ------------ |
| 6. August 2021           | Melanie                                   | 1 Minute             | 9,00 €       | 8,95 €       | 0,05 €       |
| 7. August 2021           | Eric                                      | 1 Minute             | 5,00 €       | 4,60 €       | 0,40 €       |
| 8. August 2021           | Uwe                                       | 1 Minute             | 5,75 €       | 4,55 €       | 1,20 €       |
| 9. August 2021           | Daniela                                   | 1 Minute             | 14,00 €      | 12,79 €      | 1,21 €       |
| 10. August 2021          | Rafi                                      | 1 Minute             | 11,00 €      | 5,42 €       | 5,58 €       |
| 11. August 2021          | Rafi                                      | 1 Minute             | 9,00 €       | 7,69 €       | 1,31 €       |
| 12. August 2021          | Gitta                                     | 1 Minute             | 9,00 €       | 8,47 €       | 0,53 €       |
| 13. August 2021          | Ina                                       | 1 Minute 10 Sekunden | 9,00 €       | 8,63 €       | 0,37 €       |
| 14. August 2021          | Babs                                      | 1 Minute             | 10,00 €      | 8,66 €       | 1,34 €       |
| 15. August 2021          | Marie                                     | 1 Minute             | 9,00 €       | 8,52 €       | 0,48 €       |
| 16. August 2021          | Payton                                    | 1 Minute             | 10,00 €      | 7,24 €       | 2,76 €       |
| 17. August 2021          | Danny                                     | 1 Minute             | 9,00 €       | 8,51 €       | 0,49 €       |
| 18. August 2021          | Melanie                                   | 1 Minute             | 9,00 €       | 7,54 €       | 1,46 €       |
| 19. August 2021          | Payton                                    | 1 Minute             | 7,41 €       | 6,73 €       | 0,68 €       |
| 20. August 2021          | Papis                                     | 1 Minute 51 Sekunden | 11,11 €      | 10,11 €      | 1,00 €       |
| 21. August 2021          | Marie                                     | 45 Sekunden          | 6,00 €       | 5,52 €       | 0,48 €       |
| 22. August 2021          | Jörg                                      | 45 Sekunden          | 5,00 €       | −            | −            |
| 23. August 2021          | Danny                                     | 45 Sekunden          | 9,00 €       | 8,63 €       | 0,37 €       |
| 24. August 2021          | Iris Abel                                 | 45 Sekunden          | 4,00 €       | 3,90 €       | 0,10 €       |
| 25. August 2021          | Melanie Danny Marie Papis Ina Daniela Uwe | 45 Sekunden          | unbegrenzt   | 65,25 €      | −            |
| 26. August 2021          | Kein Einkauf                              | Kein Einkauf         | Kein Einkauf | Kein Einkauf | Kein Einkauf |
| 27. August 2021          | Olivia Jones                              | 1 Minute 53 Sekunden | 13,00 €      | 9,19 €       | 3,81 €       |
| Anmerkungen: 1. 2. 3. 4. |                                           |                      |              |              |              |

## Nominierungen
Die Bewohner nominierten in der Regel einen, seltener zwei der anderen Bewohner für das Zuschauervoting. Die Nominierung erfolgte für die anderen Teilnehmer geheim im Sprechzimmer (Ausnahme: Am 18. und 25. August nominierte jeder vor den anderen Bewohnern in der Arena). Die Zuschauer bestimmten am Ende der Folge, wer von den Meistnominierten die Show verlassen musste. Im Halbfinale am 26. August gab es zwei Nominierungsrunden.
|                       | Runde 1 11. Aug. 2021         | Runde 2 14. Aug. 2021               | Runde 3 16. Aug. 2021             | Runde 4 18. Aug. 2021          | Runde 5 20. Aug. 2021          | Runde 6 20. Aug. 2021          | Runde 7 23. Aug. 2021                 | Runde 8 23. Aug. 2021          | Runde 9 24. Aug. 2021          | Runde 10 25. Aug. 2021         | Runde 11 26. Aug. 2021         | Runde 12 26. Aug. 2021         | Finale 27. Aug. 2021           | Finale 27. Aug. 2021           |
| --------------------- | ----------------------------- | ----------------------------------- | --------------------------------- | ------------------------------ | ------------------------------ | ------------------------------ | ------------------------------------- | ------------------------------ | ------------------------------ | ------------------------------ | ------------------------------ | ------------------------------ | ------------------------------ | ------------------------------ |
| Melanie               | Keine Nominierung             | Rafi Ina                            | Pascal                            | Uwe                            | Ina                            | Ina Uwe                        | Marie                                 | Ina                            | Keine Nominierung              | Uwe                            | Ina                            | Marie Uwe                      | Gewinnerin                     | Gewinnerin                     |
| Uwe                   | Keine Nominierung             | Ina Daniela                         | Ina                               | Daniela                        | Payton                         | Keine Nominierung              | Marie                                 | Danny                          | Danny                          | Uwe                            | Marie                          | Marie                          | Zweitplatzierter               | Zweitplatzierter               |
| Danny                 | Keine Nominierung             | Keine Nominierung                   | Gitta                             | Uwe                            | Uwe                            | Uwe Gitta                      | Paco                                  | Paco                           | Keine Nominierung              | Ina                            | Ina                            | Uwe                            | Drittplatzierter               | Drittplatzierter               |
| Papis                 | Keine Nominierung             | Keine Nominierung                   | Ina                               | Babs                           | Payton                         | Keine Nominierung              | Eric                                  | Marie                          | Eric                           | Daniela                        | Melanie                        | Uwe                            | Viertplatzierter               | Viertplatzierter               |
| Marie                 | Keine Nominierung             | Keine Nominierung                   | Melanie                           | Uwe                            | Payton                         | Keine Nominierung              | Paco                                  | Paco                           | Keine Nominierung              | Daniela                        | Papis                          | Papis                          | rausgewählt (26. Aug.)         | rausgewählt (26. Aug.)         |
| Ina                   | Keine Nominierung             | Paco Melanie                        | Paco                              | Uwe                            | Paco                           | Keine Nominierung              | Melanie                               | Melanie                        | Danny                          | Melanie                        | Melanie                        | rausgewählt (26. Aug.)         | rausgewählt (26. Aug.)         | rausgewählt (26. Aug.)         |
| Daniela               | Keine Nominierung             | Gitta Rafi                          | Pascal                            | Babs                           | Uwe                            | Keine Nominierung              | Paco                                  | Marie                          | Marie                          | Papis                          | rausgewählt (25. Aug.)         | rausgewählt (25. Aug.)         | rausgewählt (25. Aug.)         | rausgewählt (25. Aug.)         |
| Eric                  | Keine Nominierung             | Keine Nominierung                   | Gitta                             | Gitta                          | Jörg                           | Keine Nominierung              | Paco                                  | Paco                           | Keine Nominierung              | rausgewählt (25. Aug.)         | rausgewählt (25. Aug.)         | rausgewählt (25. Aug.)         | rausgewählt (25. Aug.)         | rausgewählt (25. Aug.)         |
| Paco                  | Keine Nominierung             | Rafi Ina                            | Babs                              | Babs                           | Uwe                            | Uwe Ina                        | Daniela                               | Daniela                        | rausgewählt (24. Aug.)         | rausgewählt (24. Aug.)         | rausgewählt (24. Aug.)         | rausgewählt (24. Aug.)         | rausgewählt (24. Aug.)         | rausgewählt (24. Aug.)         |
| Jörg                  | Keine Nominierung             | Keine Nominierung                   | Ina                               | Eric                           | Uwe                            | Gitta Eric                     | Daniela                               | rausgewählt (23. Aug.)         | rausgewählt (23. Aug.)         | rausgewählt (23. Aug.)         | rausgewählt (23. Aug.)         | rausgewählt (23. Aug.)         | rausgewählt (23. Aug.)         | rausgewählt (23. Aug.)         |
| Gitta                 | Keine Nominierung             | Keine Nominierung                   | Babs                              | Babs                           | Uwe                            | Keine Nominierung              | rausgewählt (20. Aug.)                | rausgewählt (20. Aug.)         | rausgewählt (20. Aug.)         | rausgewählt (20. Aug.)         | rausgewählt (20. Aug.)         | rausgewählt (20. Aug.)         | rausgewählt (20. Aug.)         | rausgewählt (20. Aug.)         |
| Payton                | Keine Nominierung             | Keine Nominierung                   | Pascal                            | Uwe                            | Uwe                            | rausgewählt (20. Aug.)         | rausgewählt (20. Aug.)                | rausgewählt (20. Aug.)         | rausgewählt (20. Aug.)         | rausgewählt (20. Aug.)         | rausgewählt (20. Aug.)         | rausgewählt (20. Aug.)         | rausgewählt (20. Aug.)         | rausgewählt (20. Aug.)         |
| Babs                  | nicht im Haus                 | Keine Nominierung                   | Paco                              | Daniela                        | rausgewählt (18. Aug.)         | rausgewählt (18. Aug.)         | rausgewählt (18. Aug.)                | rausgewählt (18. Aug.)         | rausgewählt (18. Aug.)         | rausgewählt (18. Aug.)         | rausgewählt (18. Aug.)         | rausgewählt (18. Aug.)         | rausgewählt (18. Aug.)         | rausgewählt (18. Aug.)         |
| Pascal                | nicht im Haus                 | Keine Nominierung                   | Paco                              | rausgewählt (16. Aug.)         | rausgewählt (16. Aug.)         | rausgewählt (16. Aug.)         | rausgewählt (16. Aug.)                | rausgewählt (16. Aug.)         | rausgewählt (16. Aug.)         | rausgewählt (16. Aug.)         | rausgewählt (16. Aug.)         | rausgewählt (16. Aug.)         | rausgewählt (16. Aug.)         | rausgewählt (16. Aug.)         |
| Rafi                  | Keine Nominierung             | Keine Nominierung                   | rausgewählt (14. Aug.)            | rausgewählt (14. Aug.)         | rausgewählt (14. Aug.)         | rausgewählt (14. Aug.)         | rausgewählt (14. Aug.)                | rausgewählt (14. Aug.)         | rausgewählt (14. Aug.)         | rausgewählt (14. Aug.)         | rausgewählt (14. Aug.)         | rausgewählt (14. Aug.)         | rausgewählt (14. Aug.)         | rausgewählt (14. Aug.)         |
| Mimi                  | Keine Nominierung             | freiwilliger Auszug (13. Aug.)      | freiwilliger Auszug (13. Aug.)    | freiwilliger Auszug (13. Aug.) | freiwilliger Auszug (13. Aug.) | freiwilliger Auszug (13. Aug.) | freiwilliger Auszug (13. Aug.)        | freiwilliger Auszug (13. Aug.) | freiwilliger Auszug (13. Aug.) | freiwilliger Auszug (13. Aug.) | freiwilliger Auszug (13. Aug.) | freiwilliger Auszug (13. Aug.) | freiwilliger Auszug (13. Aug.) | freiwilliger Auszug (13. Aug.) |
| Heike                 | Keine Nominierung             | rausgewählt (11. Aug.)              | rausgewählt (11. Aug.)            | rausgewählt (11. Aug.)         | rausgewählt (11. Aug.)         | rausgewählt (11. Aug.)         | rausgewählt (11. Aug.)                | rausgewählt (11. Aug.)         | rausgewählt (11. Aug.)         | rausgewählt (11. Aug.)         | rausgewählt (11. Aug.)         | rausgewählt (11. Aug.)         | rausgewählt (11. Aug.)         | rausgewählt (11. Aug.)         |
| Daniel                | freiwilliger Auszug (7. Aug.) | freiwilliger Auszug (7. Aug.)       | freiwilliger Auszug (7. Aug.)     | freiwilliger Auszug (7. Aug.)  | freiwilliger Auszug (7. Aug.)  | freiwilliger Auszug (7. Aug.)  | freiwilliger Auszug (7. Aug.)         | freiwilliger Auszug (7. Aug.)  | freiwilliger Auszug (7. Aug.)  | freiwilliger Auszug (7. Aug.)  | freiwilliger Auszug (7. Aug.)  | freiwilliger Auszug (7. Aug.)  | freiwilliger Auszug (7. Aug.)  | freiwilliger Auszug (7. Aug.)  |
|                       | Runde 1 11. Aug. 2021         | Runde 2 14. Aug. 2021               | Runde 3 16. Aug. 2021             | Runde 4 18. Aug. 2021          | Runde 5 20. Aug. 2021          | Runde 6 20. Aug. 2021          | Runde 7 23. Aug. 2021                 | Runde 8 24. Aug. 2021          | Runde 9 25. Aug. 2021          | Runde 10 25. Aug. 2021         | Runde 11 26. Aug. 2021         | Runde 12 26. Aug. 2021         | Finale 27. Aug. 2021           | Finale 27. Aug. 2021           |
| Freiwilliger Auszug   | Daniel                        | Mimi                                |                                   |                                |                                |                                |                                       |                                |                                |                                |                                |                                |                                |                                |
| Nominierungs- schutz  |                               |                                     | Marie Payton Uwe Eric Danny Papis | Paco Payton                    | Eric                           |                                | Papis                                 |                                | Papis Ina Uwe Daniela          | Danny                          | Danny                          | Danny                          |                                |                                |
| Nominiert             | Alle                          | Daniela Gitta Ina Melanie Paco Rafi | Ina Paco Pascal                   | Uwe Ina Danny Babs             | Uwe Payton                     | Daniela Gitta Uwe Ina          | Danny Ina Jörg Uwe Daniela Marie Paco | Paco Marie                     | Danny Eric Marie               | Daniela Uwe Ina Melanie Papis  | Ina Melanie                    | Marie Uwe                      |                                |                                |
| Rauswahl              | Heike                         | Rafi                                | Pascal                            | Babs                           | Payton                         | Gitta                          | Jörg                                  | Paco                           | Eric                           | Daniela                        | Ina                            | Marie                          | Papis                          | Papis                          |
| Rauswahl              | Heike                         | Rafi                                | Pascal                            | Babs                           | Payton                         | Gitta                          | Jörg                                  | Paco                           | Eric                           | Daniela                        | Ina                            | Marie                          | Danny                          | Uwe                            |
| Rauswahl              | Heike                         | Rafi                                | Pascal                            | Babs                           | Payton                         | Gitta                          | Jörg                                  | Paco                           | Eric                           | Daniela                        | Ina                            | Marie                          | Melanie 52,21 %                |                                |
| Anmerkungen: 1. 2. 3. |                               |                                     |                                   |                                |                                |                                |                                       |                                |                                |                                |                                |                                |                                |                                |

## Ausstrahlung und Produktion
Das Ausstrahlungsschema der Show wurde gegenüber der vorherigen Staffel leicht verändert. Zum zweiten Mal wurde die Show über drei Wochen statt wie bislang zwei täglich live auf Sat.1 ausgestrahlt. Eine Änderung war, dass 12 von 22 Folgen bereits um 20:15 Uhr statt um 22:15 Uhr ausgestrahlt werden.
Die erste Folge wurde am Freitag, den 6. August 2021 gezeigt, das Finale fand am Freitag, den 27. August 2021 statt. Die Montags-, Mittwochs- und Freitagsausgaben sowie alle Ausgaben der dritten Woche starteten um 20:15 Uhr, die restlichen um 22:20 Uhr.
| Montag               | Dienstag                                                | Mittwoch             | Donnerstag                                              | Freitag              | Samstag                          | Sonntag                          |
| -------------------- | ------------------------------------------------------- | -------------------- | ------------------------------------------------------- | -------------------- | -------------------------------- | -------------------------------- |
| Liveshow (20:15 Uhr) | Tageszusammenfassung (22:20 Uhr, Finalwoche: 20:15 Uhr) | Liveshow (20:15 Uhr) | Tageszusammenfassung (22:20 Uhr, Finalwoche: 20:15 Uhr) | Liveshow (20:15 Uhr) | Tageszusammenfassung (22:20 Uhr) | Tageszusammenfassung (22:20 Uhr) |

Die Moderation für die von Endemol Shine Germany in den MMC Studios Köln produzierte Show übernahmen erneut Jochen Schropp und Marlene Lufen gemeinsam. Aufgrund der weiter anhaltenden COVID-19-Pandemie in Deutschland wurden erneut unter Berücksichtigung aller behördlichen Auflagen umfangreiche Maßnahmen durchgeführt. Unter anderem war das Publikum auf 130 Personen begrenzt und auf feste Platzierungen auf der Tribüne nach geltenden Abstandsregeln zugeordnet.
The Passenger von David Hasselhoff wurde als Titelsong der Staffel sowie auch als Übergang zu den Werbepausen genutzt.
Die menschliche Stimme von „Big Brother“ war erneut von Phil Daub, die Trailer und zusammenfassenden Kommentare wurden erneut von Pat Murphy gesprochen.
Erneut wurde kein Livestream aus dem Haus angeboten.

## Zusätzliche Sendungen

### Promi Big Brother – Das jüngste Gerücht
Bereits ab dem 22. Juli 2021 wurde die Webshow Das jüngste Gerücht (auch Gerüchteküche) auf Facebook und IGTV, dem Videoportal von Instagram, veröffentlicht. In den drei- bis sechs-minütigen Folgen kommentierten und diskutierten die beiden Moderatoren Jochen Bendel und Melissa Khalaj von Promi Big Brother – Die Late Night Show über alle Spekulationen, wer an der Show teilnehmen könnte. Bis zum Start der Staffel am 6. August 2021 wurden insgesamt fünf Folgen veröffentlicht.

### Promi Big Brother – Der Countdown
Am 5. August 2021, einen Tag vor dem offiziellen Start der Staffel, wurde eine einstündige Pre-Show für die Community und für Journalisten unter dem Titel Promi Big Brother – Der Countdown ausgestrahlt. In der Live-Sendung, die auf Joyn sowie weiteren Online- und Social-Media-Plattformen des Senders SAT.1 ausgestrahlt wurde, begrüßte Moderator Kevin Körber die beiden Moderatoren der Hauptshow, Marlene Lufen und Jochen Schropp. Außerdem war SAT.1-Senderchef Daniel Rosemann zu Gast, es gab einen ersten Rundgang durch das neue „Haus“ unter dem Motto „Weltall“ und Gameshow-Moderator Jörg Draeger wurde als bis dato nicht offiziell verkündeter Bewohner aus der Hotel-Quarantäne live zum Talk hinzugeschaltet. Die Community und die Journalisten hatten während der Sendung die Möglichkeit, ihre Fragen zur neuen Staffel direkt ins Studio zu stellen.

### Promi Big Brother – Die Late Night Show
Erstmals lief im Anschluss an die Hauptsendung die Live-Late-Night-Show, die von Jochen Bendel und Melissa Khalaj täglich moderiert wurde, auf Sat.1 und nicht mehr auf dem privaten Fernsehsender sixx.

## Einschaltquoten
| Folge (gesamt)     | Folge (Staffel) | Deutschland | Deutschland     | Deutschland | Deutschland     |
| Folge (gesamt)     | Folge (Staffel) | Zuschauer   | Zuschauer       | Marktanteil | Marktanteil     |
| Folge (gesamt)     | Folge (Staffel) | Gesamt      | 14 bis 49 Jahre | Gesamt      | 14 bis 49 Jahre |
| ------------------ | --------------- | ----------- | --------------- | ----------- | --------------- |
| 128                | 1               | 1,60 Mio.   | 0,67 Mio.       | 8,0 %       | 14,3 %          |
| 129                | 2               | 1,18 Mio.   | 0,50 Mio.       | 6,5 %       | 11,0 %          |
| 130                | 3               | 1,29 Mio.   | 0,49 Mio.       | 8,1 %       | 12,2 %          |
| 131                | 4               | 1,49 Mio.   | 0,66 Mio.       | 6,1 %       | 11,2 %          |
| 132                | 5               | 1,28 Mio.   | 0,45 Mio.       | 8,2 %       | 10,6 %          |
| 133                | 6               | 1,26 Mio.   | 0,43 Mio.       | 5,7 %       | 8,1 %           |
| 134                | 7               | 1,26 Mio.   | 0,44 Mio.       | 8,6 %       | 11,0 %          |
| 135                | 8               | 1,25 Mio.   | 0,45 Mio.       | 10,2 %      | 13,3 %          |
| 136                | 9               | 1,12 Mio.   | 0,46 Mio.       | 5,5 %       | 10,5 %          |
| 137                | 10              | 1,00 Mio.   | 0,43 Mio.       | 6,0 %       | 9,4 %           |
| 138                | 11              | 1,23 Mio.   | 0,52 Mio.       | 5,2 %       | 9,2 %           |
| 139                | 12              | 0,96 Mio.   | 0,31 Mio.       | 9,5 %       | 11,2 %          |
| 140                | 13              | 1,28 Mio.   | 0,44 Mio.       | 5,4 %       | 7,6 %           |
| 141                | 14              | 1,05 Mio.   | 0,34 Mio.       | 7,4 %       | 9,1 %           |
| 142                | 15              | 1,22 Mio.   | 0,45 Mio.       | 5,8 %       | 9,3 %           |
| 143                | 16              | 1,14 Mio.   | 0,46 Mio.       | 6,8 %       | 10,4 %          |
| 144                | 17              | 1,16 Mio.   | 0,50 Mio.       | 7,6 %       | 12,2 %          |
| 145                | 18              | 1,37 Mio.   | 0,59 Mio.       | 5,8 %       | 10,2 %          |
| 146                | 19              | 1,23 Mio.   | 0,44 Mio.       | 4,9 %       | 7,5 %           |
| 147                | 20              | 1,27 Mio.   | 0,45 Mio.       | 5,2 %       | 7,6 %           |
| 148                | 21              | 1,34 Mio.   | 0,45 Mio.       | 5,3 %       | 7,2 %           |
| 149                | 22              | 1,48 Mio.   | 0,54 Mio.       | 7,1 %       | 10,6 %          |
| Anmerkungen: 1. 2. |                 |             |                 |             |                 |